# Марсело Перейра
Марсело Перейра (ісп. Marcelo Pereira, нар. 27 травня 1995) — гондураський футболіст, захисник клубу «Мотагуа».
Виступав, зокрема, за клуб «Мотагуа», а також олімпійську збірну Гондурасу.

## Клубна кар'єра
Футбольній майстерності навчався в молодіжній академії клубу «Олімпія». Розпочав професіональну кар'єру в клубі «Мотагуа». 20 листопада 2014 року в матчі проти «Платенсе» він дебютував у Лізі Насьональ. 9 серпня 2015 року в поєдинку проти «Вікторії» Марсело відзначився першим голом за «Мотагуа».

## Виступи за збірні
Влітку 2015 року Перейра взяв участь у молодіжному чемпіонаті світу в Новій Зеландії. На турнірі він зіграв в матчах проти команд Узбекистану та Фіджі.
У 2016 році в складі олімпійської збірної Гондурасу Марсело взяв участь в Олімпійських іграх в Ріо-де-Жанейро. На турнірі він зіграв в матчах проти команд Алжиру, Португалії, Аргентини, Південної Кореї, Бразилії та Нігерії. У поєдинках проти алжирців і нігерійців Перейра забив по м'ячу.
У жовтні 2016 року отримав свій дебютний виклик до національної збірної Гондурасу на товариський матч проти Белізу.

### Голи за олімпійську збірну Гондурасу
| #  | Дата           | Місце                             | Суперник | Рахунок | Результат | Змагання              |
| -- | -------------- | --------------------------------- | -------- | ------- | --------- | --------------------- |
| 1. | 4 серпня 2016  | Еженьян, Ріо-де-Жанейро, Бразилія | Алжир    | 2:0     | 3:2       | Олімпійські ігри 2016 |
| 2. | 20 серпня 2016 | Мінейран, Белу-Оризонті, Бразилія | Нігерія  | 3:2     | 3:2       | Олімпійські ігри 2016 |

## Досягнення

### Клубні
- Ліга Насьональ
  -  Чемпіон (2): 2014 (Апертура), 2016 (Апертура)

### У збірній
- Центральноамериканський кубок
  -  Володар (1): 2017